# Korrakot Wiriyaudomsiri
Korrakot Wiriyaudomsiri (thailändisch กรกช วิริยอุดมศิริ, * 19. Januar 1988 in Buriram), auch als Ming (thailändisch มิ้ง) bekannt, ist ein ehemaliger thailändischer Fußballspieler.

## Karriere

### Verein
Korrakot Wiriyaudomsiri erlernte das Fußballspielen in den Schulmannschaften der Bansrisook School, Wat Suthiwararam School sowie der Universitätsmannschaft der Kasem-Bundit-University in Bangkok. Seinen ersten Vertrag unterschrieb er 2010 bei dem in der Thai Premier League spielenden TTM FC. Nach einem Jahr wechselte er 2011 nach Songkhla zu Songkhla United FC, einem Verein, der in der zweiten Liga, der damigien Thai Premier League Division 1, spielte. Für Songkhla stand er 27 Mal auf dem Spielfeld. 2012 ging er nach Bangkok und schloss sich dem Erstligisten BEC-Tero Sasana FC an. Für BEC spielte er 19 Mal. Mitte 2012 wurde er die Rückserie an seinen ehemaligen Verein Songkhla United ausgeliehen. Im Anschluss wurde er an den Erstligisten Bangkok Glass ausgeliehen. 25 Mal stand er für Bangkok Glass in der ersten Liga auf dem Spielfeld. Nach Beendigung des Vertrags bei BEC wechselte er 2014 an die Ostküste nach Chonburi zum dortigen Erstligisten Chonburi FC. Bis Mitte 2016 lief er 74 Mal für den Verein in der Thai League auf. Im Juli 2016 wechselte er nach Buriram und schloss sich Buriram United an. 2017 und 2018 feierte er mit Buriram die thailändische Meisterschaft. 2019 und 2021 wurde er mit dem Verein Vizemeister. Nach 73 Erstligaspielen wechselte er im Mai 2021 zum Erstligaaufsteiger Chiangmai United FC. Nach einer Saison in der ersten Liga musste er mit Chiangmai nach der Saison 2021/22 wieder in die zweite Liga absteigen. Nach dem Abstieg wurde sein Vertrag nicht verlängert.

### Nationalmannschaft
Seit 2013 spielt Korrakot Wiriyaudomsiri für die thailändische Nationalmannschaft. Sein Debüt gab er am 15. Oktober 2013 in einem Asian-Cup-Qualifikationsspiel gegen den Iran, das der Iran im Azadi-Stadion in Teheran mit 2:1 gewann.

## Erfolge
Buriram United
- Thai League

Meister: 2017, 2018
Vizemeister: 2019, 2020/21
- Thailand Champions Cup: 2019

- Thai League Cup: 2019 (Finalist)